# Gorka Lasaosa
Gorka Lasaosa (Barcelona, 6 de julio de 1982) es un actor español.

## Biografía
Con formación en el Estudio de actores "Nancy Tuñón" de Barcelona, empezó su carrera participando en cortometrajes y obras de teatro.
Apasionado de los deportes acuáticos, sobre todo el buceo y el surf en México.
En 2005 logra un papel de reparto en la serie de TVE 1 Abuela de verano interpretando a "Roger", novio de una de las hijas protagonistas. Más tarde aparece en la famosa teleserie catalana El cor de la ciutat que emite TV3, interpretando a Gabi durante varios capítulos. También hizo cameos en otras series como Los hombres de Paco. En cine conseguiría otro papel importante en la película Yo soy la Juani de Bigas Luna interpretando a "Nacho", amigo del novio de Juani (que hace Dani Martín) en la película.
En 2007 ha conseguido su papel más conocido en la serie Gominolas donde interpreta a uno de los protagonistas principales, "Tinín", uno de los miembros del grupo infantil Gominolas que años después acaba convirtiéndose en un delincuente con problemas de agresividad, que tratará de superar a lo largo de la serie.
En 2009 interpreta a Víctor en la serie catalana Infidels.
Se integra en el elenco de tres series en 2016: en TVE Seis hermanas y El Caso: Crónica de sucesos y en Antena3 Amar es para siempre.
Además, es políglota y sabe hablar español, catalán, inglés y portugués.

## Filmografía
Apariciones como actor de reparto

### Música
- Cheque al portamor Videoclip Melendi (2013)

### Televisión
- Abuela de verano, TVE (2005) - Roger
- Los Hombres de Paco (serie de TV), Antena 3 (2006) - El Schumacher del Polígono.
- El Gordo: una historia verdadera (serie de TV), Antena 3 (2009), Juan
- Infidels, TV3 (2009), Víctor
- Gominolas, Cuatro (2007), Tinín
- El cor de la ciutat, TV3 (2006), Gabi
- Abuela de verano, TVE 1 (2005), Roger
- El asesinato de Carrero Blanco, ETB-TVE (2011),Kaiku
- La Riera, TV3 (2012), Unax
- La que se avecina, (Telecinco) (2014; 2016), como Prudencio "Pruden" Rivas Latorre
- Algo que celebrar, (Antena 3), (2015), como David, (1 episodio)
- Los nuestros, (Telecinco) (2015), como Chino, papel secundario
- Seis hermanas, (TVE) (2015), como Joaquín
- El Caso: Crónica de sucesos, (TVE) (2016), como Germán Castro, papel secundario
- Amar es para siempre, (Antena 3) (2016-2017), como José Luis Maroto, papel principal
- Narcos: Mexico (Netflix) (2018-2021) - Héctor Palma "El Güero"
- Pollos sin cabeza (2023) - "el toro"
- 1992(2024)- Comisario Robledo

### Largometrajes
| Año  | Título                 | Personaje                        | Director                       | Género            | Duración |
| ---- | ---------------------- | -------------------------------- | ------------------------------ | ----------------- | -------- |
| 2004 | Joves (Jóvenes)        | Martell                          | Ramon Térmens, Carles Torras   | Drama             | 1h 45m   |
| 2004 | Entre vivir y soñar    | Fernando                         | Alfonso Albacete, David Menkes | Drama romántico   | 1h 40m   |
| 2005 | Chapapote... o no      | Unai                             | Ferran Llagostera i Coll       | Documental        | 1h 29m   |
| 2006 | Yo soy la Juani        | Nacho                            | Bigas Luna                     | Drama             | 1h 30m   |
| 2008 | Las manos del pianista | Tineo                            | Sergio G. Sánchez              | Thriller          | 1h 30m   |
| 2009 | Fuga de cerebros       | Rafael Garrido Calvo "El Ruedas" | Fernando González Molina       | Comedia romántica | 1h 45m   |
| 2009 | Tramontana             | Federico Costa                   | Ramón Gieling                  | Drama             | 1h 38m   |
| 2011 | Fuga de cerebros 2     | Rafael Garrido Calvo "El Ruedas" | Carlos Therón                  | Comedia           | 1h 46m   |
| 2011 | Amigos...              | Rafa GH                          | Marcos Cabotá, Borja Manso     | Comedia           | 1h 40m   |
| 2018 | La cifra negra         | José Solís                       | Ales Payá                      | Documental        | 1h 24m   |
| 2019 | Si yo fuera rico       | Hawái                            | Álvaro Fernández Armero        | Comedia           | 1h 38m   |
| 2020 | La mujer ilegal        | Jordi Piugmartí                  | Ramon Térmens                  | Thriller          | 1h 58m   |

### Cortometrajes
| Año  | Título                                 | Personaje | Director                             | Género               | Duración |
| ---- | -------------------------------------- | --------- | ------------------------------------ | -------------------- | -------- |
| 2010 | Cucharada                              | Santi     | Alejandro Marzoa                     | Drama romántico      | 4m       |
| 2010 | Tchang                                 | Mikel     | Gonzalo Visedo, Daniel Strömbeck     | Drama/Aventura       | 19m      |
| 2015 | Super recortes                         | Luthor    | Gonzalo Visedo                       | Comedia, Superhéroes | 5m       |
| 2015 | La mochila, los padres también vuelven | Padre     | Roger Villarroya                     | Comedia              | 4m       |
| 2016 | Tolerancia cero                        | Fernando  | Arturo Salmerón                      | Thriller político    | 9m       |
| 2016 | El discurso de Navidad                 | Roi       | Cristina Bodelón, Ignacio de Vicente | Drama                | 25m      |